# Radiospongilla hemephydatia
Radiospongilla hemephydatia är en svampdjursart som först beskrevs av Annandale 1909.  Radiospongilla hemephydatia ingår i släktet Radiospongilla och familjen Spongillidae. Inga underarter finns listade i Catalogue of Life.